# Litsea nigrescens
Litsea nigrescens är en lagerväxtart som beskrevs av James Sykes Gamble. Litsea nigrescens ingår i släktet Litsea och familjen lagerväxter. Inga underarter finns listade i Catalogue of Life.